# Vojvodinaput Subotica
Vojvodinaput Subotica, également connue sous le nom de Vojput (code BELEX : VOJP) est une entreprise serbe qui a son siège social à Subotica, dans la province de Voïvodine. Elle travaille dans le secteur de la construction.

## Histoire
Vojvodinaput a été créée en 1961 sous le nom de Vojput ; en 1990, elle a été transformée en société par actions et a pris son nom actuel de Vojvodinaput. Le 17 mai 2005, elle a été admise au libre marché de la Bourse de Belgrade.

## Activités
La société Vojvodinaput Subotica est spécialisée dans la construction et l'entretien de routes, de barrages et de voies ferrées. Elle possède deux usines fabriquant de l'asphalte, l'une à Sombor et l'autre à Subotica ; elle gère la carrière de pierres Drenovac, située près de Gornji Lajkovac. Pour l'entretien des routes, elle opère depuis Subotica, Bačka Topola, Sombor et Senta.
Vojvodinaput Subotica est majoritaire dans le capital de la société Somborputevi, qui a son siège à Sombor et qui fabrique notamment du béton.

## Données boursières
Le 21 juin 2013, l'action de Vojvodinaput Subotica valait 15 552 RSD (135,82 EUR). Elle a connu son cours le plus élevé, soit 23 900 RSD (208,73 EUR), le 17 octobre 2007 et son cours le plus bas, soit 1 229 RSD (10,73 EUR), le 22 août 2003.
Le capital de Vojvodinaput Subotica est détenu à hauteur de 87,83 % par des personnes physiques, dont 51,02 % par Duško Dražić, son président.